# James Hogan
Jim Hogan (James Joseph Hogan) (28. května 1933–10. ledna 2015) byl britský atlet, běžec, mistr Evropy v maratonu z roku 1966.

## Sportovní kariéra
Narodil se jako James Cregan a původně reprezentoval Irsko na evropském šampionátu v roce 1962 i na olympiádě v Tokiu v roce 1964. V obou případech však nedokončil své disciplíny (5 000 a 10 000 metrů, resp. 10 000 metrů a maraton). Životním úspěchem se pro něj stal titul mistra Evropy v maratonu v roce 1966. Na olympiádě v Mexiku v roce 1968 doběhl v maratonském závodě 27.